# Кезив
Кезив, Эль-Карн (ивр. נחל כזיב‎, нахаль-кзив, араб. وادي القرن‎, вади-эль-карн) — река в Израиле, в западной Галилее, впадающая в Средиземное море. Одна из немногих полноводных рек Галилеи. Длина реки — 20 км. Площадь водосборного бассейна — 140 км².
Река начинается в горном массиве Мерон. В её верховьях выпадает до 1000 мм осадков в год, а в центральном течении бьёт множество источников. Основными притоками являются ручьи Зевед, Адмонит, Афаим, Моран и Пкиин. Кезив течёт среди крутых скал, сложенных породами верхнего мелового периода — мелом и мергелем. В нижнем течении река выходит на Галилейскую прибрежную равнину. Устье реки расположено на территории национального парка Ахзив.
На центральном течении реки сильно сказалась человеческая деятельность — около впадения в неё верхних притоков был построен резервуар Монфор, а из главного источника в русле — Эйн-Зив (600 м³/час) — всю воду стали отводить в водопровод. Чуть западнее него воды источников Эйн-Тамир, Эйн-Братот и Эйн-Мацор всё ещё попадают в реку, благодаря чему на протяжении трёх километров сохранился естественный речной ландшафт с типичной растительностью. В прошлом около реки гнездились орлы и грифы. Сегодня у русла встречаются лисы, шакалы и дикие кабаны.
Растительность представлена дубами, земляничным деревом, фисташковым деревом, платаном восточным, мастиковым деревом, саркопотериумом и прочими средиземноморскими видами.
Как минимум с эпохи крестоносцев и до 1948 года на реке действовало много мельниц, последняя из них — Тахунат-а-Шуфания — закрылась в конце 1950-х. Сегодня можно увидеть руины 12 из них. Также рядом с Тахунат-а-Шуфания сохранились руины дамбы и фермы эпохи крестоносцев.
В 2006 году произошло загрязнение источника Эйн-Зив, отчего его воду перестали выкачивать и пустили в реку. Благодаря этому объём воды в реке резко увеличился. Кроме того, ежегодно реку загрязняют отходы производства оливкового масла.
По реке проходят три популярных туристических маршрута:
1. Эйн-Хардалит (3 километра, очень легкий);
2. Эйн-Зив (4 километра, средней тяжести);
3. Эйн-Тамир (3 километра, тяжелый).